# Piero Delbosco
Piero Delbosco (* 15. srpna 1955 Poirino) je italský římskokatolický duchovní a biskup Cunea-Fossana.

## Život
Narodil se 15. srpna 1955 v Poirino.
Vstoupil do arcibiskupského semináře v Turíně. Teologické vzdělávání získal na Papežské teologické fakultě Severní Itálie. Dne 15. listopadu 1980 byl kardinálem Anastasiem Albertem Ballestrero vysvěcen na kněze a inkardinován do turínské arcidiecéze. Stal se farním vikářem ve farnosti svatého Vavřince v Collegno a následně ve farnosti Narození Panny Marie v turínské čtvrti Pozzo Strada. Později byl jmenován farářem ve farnosti v Beinascu a poté také ve farnosti v Alpignanu.
V rámci diecézní správy zastával funkci územního biskupského vikáře pro západní okrsek Turína, působil jako pro-generální vikář a moderátor arcibiskupské kurie v Turíně. Byl rovněž farářem čtyř farností v obci Poirino. Měl na starost trvalé jáhenství.
Dne 9. října 2015 jej papež František jmenoval biskupem Cunea a Fossana in persona episcopi. Biskupské svěcení přijal 29. listopadu z rukou arcibiskupa Cesare Nosiglii a spolusvětiteli byli kardinál Severino Poletto a biskup Giuseppe Cavallotto. Dne 1. června 2023 byl po sjednocení diecézí Cuneo a Fossano do jedné diecéze jmenován jejím biskupem.